# Sonate pour piano no 15 de Schubert
Pour un article plus général, voir Sonate pour piano.
Pour les articles homonymes, voir Sonate pour piano (homonymie).
La Sonate pour piano en ut majeur D. 840 est une sonate inachevée de Franz Schubert. Elle fut surnommée "Reliquie" car le premier éditeur, en 1861, la présenta comme la "dernière sonate (inachevée) de Schubert". L'autographe est cependant clairement daté d'avril 1825, ce qui fait qu'elle fut composée peu avant les sonates en la mineur D.845 et en ré majeur D.850. Depuis, en raison de son avancement et de son importance, elle est considérée comme la quinzième sonate du compositeur, ou la dix-septième dans la liste de M.Brown ("Schubert. A Critical Biography"). Comme souvent avec Schubert, on ne sait pas pour quelle raison il abandonna cette sonate si près du but. Peut-être avait-il l'intention d'une publication couplée. En effet, quand il publia sa sonate D.894, il lui attribua le numéro 4, les numéros 1 et 2 étant les D.845 et D.850, sans que l'on ait jamais su quel devait être le numéro 3. L'œuvre présente de nombreux liens, structurels comme thématiques, avec la Sonate en la mineur, D.845 : mouvement initial moderato, thème exposé à l’unisson, finale en rondo…
Inachevée, la sonate compte les quatre mouvements des sonates de la maturité, mais seuls les deux premiers sont entièrement achevés. Schubert abandonna le troisième après 80 mesures et le dernier après 120. Il a cependant complété le Trio du Menuetto, ce qui fait que ces mouvements sont suffisamment avancés pour que certains pianistes, quand d'autres ne jouent que les deux premiers, recréent la sonate entière par eux-mêmes ou suivant des indications musicologiques : la sonate a été complétée, « excellemment » (Einstein, 322) par Ernst Krenek.
- I. Moderato
- II. Andante
- III. Menuetto: Allegretto
- IV. Rondo: Allegro

## Discographie
Essentiellement Sviatoslav Richter, Rudolf Serkin, Mitsuko Uchida et Michel Dalberto.
À noter que Richter joue la sonate en quatre mouvements et que pour les deux derniers il s'arrête là où Schubert s'était arrêté, tout comme Michel Dalberto (enregistrement Denon de septembre 1989).